# Tetragnatha gressitti
Tetragnatha gressitti este o specie de păianjeni din genul Tetragnatha, familia Tetragnathidae, descrisă de Okuma, 1988. Conform Catalogue of Life specia Tetragnatha gressitti nu are subspecii cunoscute.